# Адміністративні правопорушення, пов'язані з корупцією
Адміністративні правопорушення, пов'язані з корупцією – відповідно до КУпАП адміністративним правопорушення (проступком) визнається протиправна, винна (умисна або необережна) дія чи бездіяльність, яка посягає на громадський порядок, власність, права і свободи громадян, на встановлений порядок управління і за яку законом передбачено адміністративну відповідальність. Відповідно до ст. 14 КУпАП посадові особи підлягають адміністративній відповідальності за адміністративні правопорушення, пов'язані з недодержанням установлених правил у сфері охорони порядку управління, державного і громадського порядку, природи, здоров'я населення та інших правил, забезпечення виконання яких входить до їх службових обов'язків.
У ст. 1 ЗУ «Про запобігання корупції» надається визначення ще одній інноваційній дефініції «правопорушення, пов'язане з корупцією – діяння, що не містить ознак корупції, але порушує встановлені цим Законом вимоги, заборони та обмеження, вчинене особою, зазначеною у частині першій статті 3 цього Закону, за яке законом встановлено кримінальну, адміністративну, дисциплінарну та/або цивільно-правову відповідальність».

## Порушення обмежень щодо сумісництва та суміщення з іншими видами діяльності
Порушення особою встановлених законом обмежень щодо зайняття іншою оплачуваною діяльністю (крім викладацької, наукової та творчої діяльності, медичної та суддівської практики, інструкторської практики із спорту) або підприємницькою діяльністю –
тягне за собою накладення штрафу від трьохсот до п'ятисот неоподатковуваних мінімумів доходів громадян з конфіскацією отриманого доходу від підприємницької діяльності чи винагороди від роботи за сумісництвом.
Порушення особою встановлених законом обмежень щодо входження до складу правління, інших виконавчих чи контрольних органів, чи наглядової ради підприємства або організації, що має на меті одержання прибутку (крім випадків, коли особа здійснює функції з управління акціями (частками, паями), що належать державі чи територіальній громаді, та представляє інтереси держави чи територіальної громади в раді (спостережній раді), ревізійній комісії господарської організації), –
тягне за собою накладення штрафу від трьохсот до п'ятисот неоподатковуваних мінімумів доходів громадян з конфіскацією отриманого доходу від такої діяльності.
Дії, передбачені частиною першою або другою, вчинені особою, яку протягом року було піддано адміністративному стягненню за такі ж порушення, –
тягнуть за собою накладення штрафу від п'ятисот до восьмисот неоподатковуваних мінімумів доходів громадян з конфіскацією отриманого доходу чи винагороди та з позбавленням права обіймати певні посади або займатися певною діяльністю строком на один рік.
Примітка. Суб'єктом правопорушень у цій статті є особи, зазначені у пункті 1 частини першої статті 3 Закону України «Про запобігання корупції», за винятком депутатів Верховної Ради Автономної Республіки Крим, депутатів місцевих рад (крім тих, які здійснюють свої повноваження у відповідній раді на постійній основі), присяжних.

## Порушення встановлених законом обмежень щодо одержання подарунків
Порушення встановлених законом обмежень щодо одержання подарунків –
тягне за собою накладення штрафу від ста до двохсот неоподатковуваних мінімумів доходів громадян з конфіскацією такого подарунка.
Та сама дія, вчинена особою, яку протягом року було піддано адміністративному стягненню за порушення, передбачене частиною першою цієї статті, –
тягне за собою накладення штрафу від двохсот до чотирьохсот неоподатковуваних мінімумів доходів громадян з конфіскацією такого дарунка (пожертви) та з позбавленням права обіймати певні посади або займатися певною діяльністю строком на один рік.
Примітка. Суб'єктом правопорушень у цій статті є особи, зазначені у пунктах 1, 2 частини першої статті 3 Закону України «Про запобігання корупції».

## Порушення вимог фінансового контролю
Несвоєчасне подання без поважних причин декларації особи, уповноваженої на виконання функцій держави або місцевого самоврядування, –
тягне за собою накладення штрафу від п'ятдесяти до ста неоподатковуваних мінімумів доходів громадян.
Неповідомлення або несвоєчасне повідомлення про відкриття валютного рахунку в установі банку-нерезидента або про суттєві зміни у майновому стані –
тягне за собою накладення штрафу від ста до двохсот неоподатковуваних мінімумів доходів громадян.
Дії, передбачені частиною першою або другою, вчинені особою, яку протягом року було піддано адміністративному стягненню за такі ж порушення, –
тягнуть за собою накладення штрафу від ста до трьохсот неоподатковуваних мінімумів доходів громадян з конфіскацією доходу чи винагороди та з позбавленням права обіймати певні посади або займатися певною діяльністю строком на один рік.
Подання завідомо недостовірних відомостей у декларації особи, уповноваженої на виконання функцій держави або місцевого самоврядування, –
тягне за собою накладення штрафу від однієї тисячі до двох тисяч п'ятисот неоподатковуваних мінімумів доходів громадян.
Примітка. Суб'єктом правопорушень у цій статті є особи, які відповідно до частин першої та другої статті 45 Закону України «Про запобігання корупції» зобов'язані подавати декларацію особи, уповноваженої на виконання функцій держави або місцевого самоврядування.
Відповідальність за цією статтею за подання завідомо недостовірних відомостей у декларації особи, уповноваженої на виконання функцій держави або місцевого самоврядування, стосовно майна або іншого об'єкта декларування, що має вартість, настає у випадку, якщо такі відомості відрізняються від достовірних на суму від 100 до 250 прожиткових мінімумів для працездатних осіб.

## Порушення вимог щодо запобігання та врегулювання конфлікту інтересів
Неповідомлення особою у встановлених законом випадках та порядку про наявність у неї реального конфлікту інтересів –
тягне за собою накладення штрафу від ста до двохсот неоподатковуваних мінімумів доходів громадян.
Вчинення дій чи прийняття рішень в умовах реального конфлікту інтересів –
тягнуть за собою накладення штрафу від двохсот до чотирьохсот неоподатковуваних мінімумів доходів громадян.
Дії, передбачені частиною першою або другою, вчинені особою, яку протягом року було піддано адміністративному стягненню за такі ж порушення, –
тягнуть за собою накладення штрафу від чотирьохсот до восьмисот неоподатковуваних мінімумів доходів громадян з позбавленням права обіймати певні посади або займатися певною діяльністю строком на один рік.
Примітка.
1. Суб'єктом правопорушень у цій статті є особи, зазначені у пунктах 1, 2 частини першої статті 3 Закону України «Про запобігання корупції».
2. У цій статті під реальним конфліктом інтересів слід розуміти суперечність між приватним інтересом особи та її службовими чи представницькими повноваженнями, що впливає на об'єктивність або неупередженість прийняття рішень, або на вчинення чи невчинення дій під час виконання вказаних повноважень.

## Незаконне використання інформації, що стала відома особі у зв'язку з виконанням службових повноважень
Незаконне розголошення або використання в інший спосіб особою у своїх інтересах інформації, яка стала їй відома у зв'язку з виконанням службових повноважень, –
тягне за собою накладення штрафу від ста до ста п'ятдесяти неоподатковуваних мінімумів доходів громадян.
Примітка. Суб'єктом правопорушень у цій статті є особи, зазначені у пункті 1 частини першої статті 3 Закону України «Про запобігання корупції», а також особи, зазначені в частині другій статті 17 Закону України «Про запобігання впливу корупційних правопорушень на результати офіційних спортивних змагань».

## Невжиття заходів щодо протидії корупції
Невжиття передбачених законом заходів посадовою чи службовою особою органу державної влади, посадовою особою місцевого самоврядування, юридичної особи, їх структурних підрозділів у разі виявлення корупційного правопорушення –
тягне за собою накладення штрафу від ста двадцяти п'яти до двохсот п'ятдесяти неоподатковуваних мінімумів доходів громадян.
Та сама дія, вчинена повторно протягом року після застосування заходів адміністративного стягнення, –
тягне за собою накладення штрафу від двохсот п'ятдесяти до чотирьохсот неоподатковуваних мінімумів доходів громадян.
Примітка. Суб'єктом правопорушень у цій статті є також особи, зазначені в частині третій статті 17 Закону України «Про запобігання впливу корупційних правопорушень на результати офіційних спортивних змагань».

## Порушення заборони розміщення ставок на спорт, пов'язаних з маніпулюванням офіційним спортивним змаганням
Порушення заборони розміщення ставок на спорт заінтересованими сторонами офіційного спортивного змагання, в якому вони беруть участь, з одержанням за це неправомірної вигоди в розмірі, що не перевищує двадцяти прожиткових мінімумів для працездатних осіб, –
тягне за собою накладення штрафу від двохсот до п'ятисот неоподатковуваних мінімумів доходів громадян з конфіскацією грошей, одержаних внаслідок адміністративного правопорушення.
Та сама дія, вчинена особою, яку протягом року було піддано адміністративному стягненню за порушення, передбачене частиною першою цієї статті, –
тягне за собою накладення штрафу від п'ятисот до тисячі неоподатковуваних мінімумів доходів громадян з конфіскацією грошей, одержаних внаслідок адміністративного правопорушення, з позбавленням права обіймати певні посади або займатися певною діяльністю строком на один рік.
Примітка. Суб'єктом правопорушень у цій статті є особи, зазначені в частині другій статті 17 Закону України «Про запобігання впливу корупційних правопорушень на результати офіційних спортивних змагань».